# Phloeonemus marlorelli
Phloeonemus marlorelli là một loài bọ cánh cứng trong họ Zopheridae. Loài này được Fisher miêu tả khoa học năm 1943.